# エルヴィル城
エルヴィル城 (Château d'Hérouville) は、フランス、ヴァル＝ドワーズ県 エルヴィル＝アン＝ヴェクサンにある城館。1740年に建造され、19世紀においては馬車宿として機能した。20世紀半ばには一時コレットの子息が所有したが、次のオーナーとなった作曲家のミシェル・マーニュによって改装され、1969年から1985年まで音楽録音スタジオとして使用された。その後、放置期間および賃貸物件として扱われた時期を経て、2016年に約30年ぶりにスタジオ事業を再開した。

## 略史
エルヴィル城は14世紀にエルヴィル村の領主が所有していた約17,000ヘクタールの荘園にローマの建築師ゴーディ (Gaudet) によって1740年に建造された。本館は南北に延びる2つの翼を石壁でつないだコの字形をしており、その西側には2棟の別館が並んでいる。門は本館の両翼をつなぐ壁と別館の正面にあり、中庭には石で囲われた八角形の水場が据えられ、敷地内の公園にはプールとテニスコートが整備されていた。

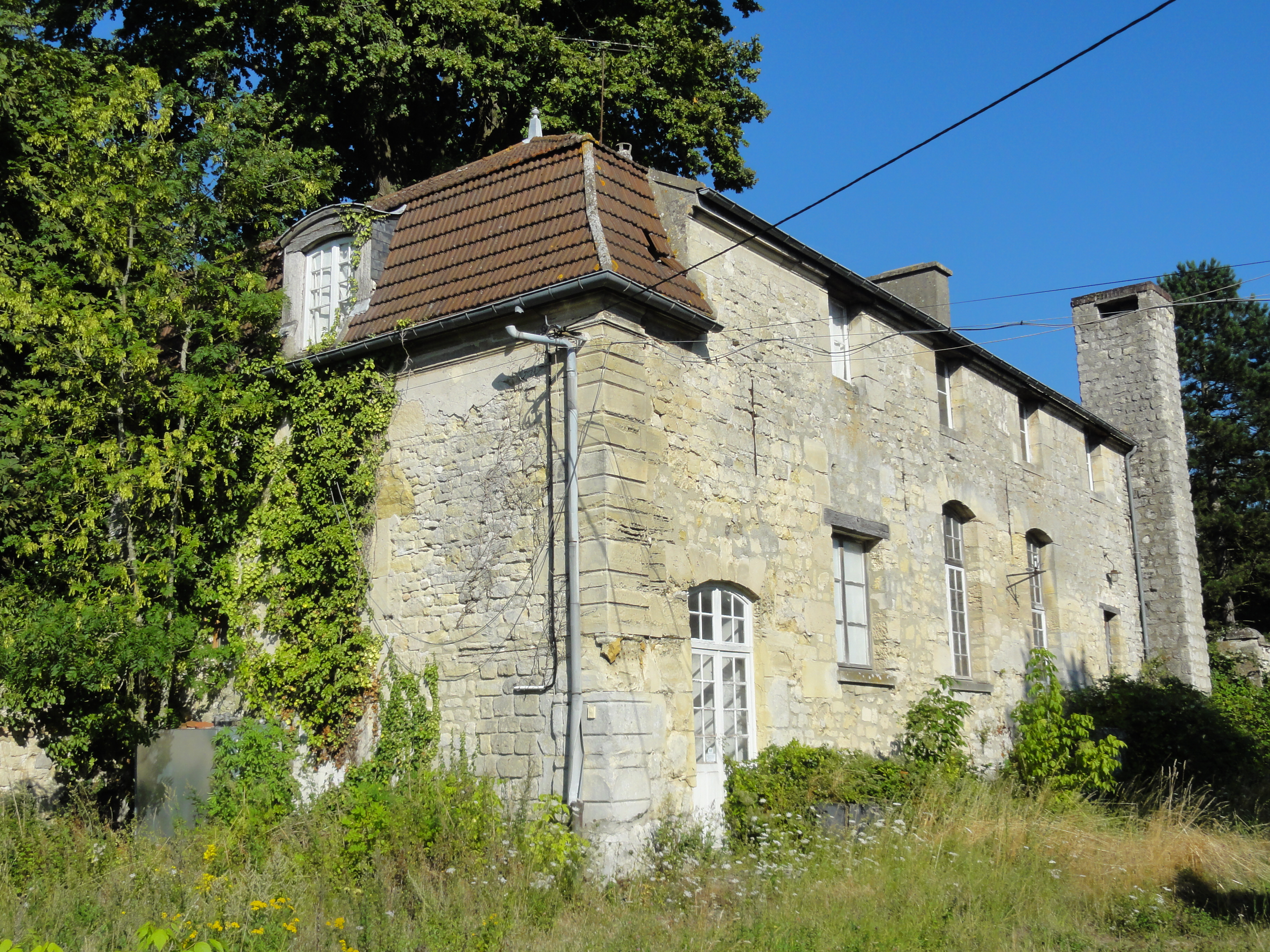
別館南翼側（2013年撮影）

19世紀にはおよそ100頭の馬を養える厩舎を持ち、ヴェルサイユとボーヴェを結ぶ馬車宿として使用されたが、1861年に敷地が売却された後は何度かの改築を経て、20世紀半ばには小説家コレットの娘であるベル＝ガズー・コレット＝ド＝ジュヴネルの所有となった。その後1962年にフランスの作曲家ミシェル・マーニュが友人と共同で城館を買い取り、改装をほどこし、1969年に音楽録音スタジオ 『ストロベリー・スタジオ』 別名「ジョルジュ・サンド・スタジオ」 を開業。以後、第2スタジオ 『ショパン・スタジオ』の設置など、いくつかの設備増補を行ないつつ、何度かのオーナー交代による休止期間をはさみ、1985年7月25日まで稼働した。
その後、城館は長い法廷闘争の影響で放置され荒廃したが、2013年6月に競売にかけられたのち2015年にオーディオ・エンジニアと財務家で組織された団体により買収。彼らは城の再生に着手し、2016年にエルヴィル城はスタジオ事業を再開した。

## 音楽スタジオ
1963年、城館のオーナーとなったミシェルは本館北翼の屋根裏部屋を自分の仕事場として使用していたが、1969年5月26日に発生した火災で機材を失ったため、同館南翼の屋根裏部屋をあらたなスタジオとして改装。その費用をまかなうため、1969年11月18日に商用スタジオ運営会社SEMM (Société d'Enregistrement Michel Magne) を設立し、ストロベリー・スタジオの名義で貸しスタジオ事業を始める。初期の顧客にはエルトン・ジョンらがおり、スタジオの名声確立に貢献した。1971年からの3年間、スタジオは1日20時間、週に6日稼働するようになり、1972年にミシェルは別館南棟1階に第2スタジオ 『ショパン・スタジオ』 を増設、白のフォード・トランジットに16トラックの録音機材を積んだ "ストロベリー・モビール" も装備し、雇い入れたスタッフ (ガードマン1名、庭師2名、スチュワード1名、ハウス・キーパー2名、シェフ2名、ホステス2名、秘書1名) とともに、15の客室を備えた宿泊可能な音楽スタジオとしての営業を本格化させた。

## 法廷闘争
しかし、ミシェルは映画音楽作曲家としての活動に専念するため、1972年6月30日に知人の実業家イヴ・チェンバーランド (Yves Chamberland) に経営を譲るが、その後間もなく財政状態が悪化、イヴは経営から手を引き、1973年から約1年間、スタジオは休業状態となる。1974年、ミシェルは新しいオーナー、ローラン・ティボー (Laurent Thibault) に経営を任せ、スタジオは同年末から再稼働する。しかし、前のオーナーであるイヴがミシェルを提訴し、法廷闘争の末ミシェルは破産。1979年、サービス・テラン社 (Service Terrains) に城の壁が売却され、オーナーのローランが壁の賃貸料を支払うことになった。その後、1984年12月19日のミシェルの死を経て同社は敷地の再開発を求めて法廷手続きに入るが、中庭の水場と城の近郊にあるエルヴィルの教会が景観保護対象建築物に指定されていたため、再開発を免れる。しかし裁判所の指示によりローランは城の経営から手を引くことになり、1985年7月25日にスタジオは閉鎖された。

## 城館の再生
その後も同社は敷地の再開発を求めたが、エルヴィル市庁舎の認可が下りず頓挫。本館の北翼部分を賃貸するようになり、2001年にはアルカミス社 (Arkamys) が南翼部分を借りるようになった。その後2005年には借り手不在となったが、2013年6月に1,200,000ユーロで売りに出され、2015年1月に音楽エンジニアと財務家で組織された団体が買い取り、荒廃が進んだ城館の再生に着手。2016年にエルヴィル城はスタジオ事業を再開した。

## 主な録音作品
- ゴング – 『カマンベール・エレクトリック』　(1971)
- エルトン・ジョン – 『ホンキー・シャトー』 , 『ピアニストを撃つな!』 (1972) , 『黄昏のレンガ路』 (1973)
- ピンク・フロイド – 『雲の影』 (1972)
- T・レックス – 『ザ・スライダー』 (1972) , 『タンクス』 (1973)
- ジェスロ・タル – 『パッション・プレイ』 (1972) , 『ウォーチャイルド』 (1974)
- キャット・スティーヴンス – 『キャッチ・バイ・アット・フォー』 (1972)
- デヴィッド・ボウイ – 『ピンナップス』 (1973) , 『ロウ』 (1977)
- マハヴィシュヌ・オーケストラ – 『インナー・ワールド』 (1975)
- リック・ウェイクマン – 『神秘への旅路』 (1976)
- バッド・カンパニー – 『バーニン・スカイ』 (1977)
- イギー・ポップ – 『イディオット』 (1977)
- ビージーズ – シングル『愛はきらめきの中に』 , 『ステイン・アライヴ』 (1977)
- レインボー – 『バビロンの城門』 (1978)
- シャム69 – 『ジ・アドベンチャーズ・オブ・ザ・ハーシャム・ボーイズ』 (1979)
- 加藤和彦 – 『ベル・エキセントリック』 (1981)
- フリートウッド・マック – 『ミラージュ』 (1982)
- マイケル・シェンカー・グループ – 『黙示録』 (1983)

## エピソード
- 1977年にエルヴィル城でアルバム『ロウ』を録音したデヴィッド・ボウイはベッド・ルームの一隅が光を吸いこんでしまうほどに暗く異様な雰囲気だったと発言した[6]。また同行したブライアン・イーノも朝方、会ったことのない人物の出現で眼を醒ましたと述べている[6]。
- 1981年に加藤和彦のアルバム制作のため城に滞在したメンバーも館の異様な雰囲気を感じ、特に高橋幸宏は初日から寝つけず、他の多くのメンバーも翌日からは近郊のホテルで寝泊まりしたという。[13]